# Natale Massara
Natale Massara (Oleggio, 23 dicembre 1942) è un compositore, direttore d'orchestra, arrangiatore, produttore, sassofonista e clarinettista italiano.

## Biografia
Si è diplomato in clarinetto al Conservatorio Giuseppe Verdi di Milano.
Ha esordito nel mondo della musica leggera come sassofonista nel gruppo musicale de i Ribelli, entrando poi, con il gruppo, nello staff della casa discografica Clan di Adriano Celentano.
È conosciuto per la sua attività di compositore di colonne sonore; ha diretto l'orchestra al Festival di Sanremo 1969, al Festival di Sanremo 1970, al Festival di Sanremo 1971, al Festival di Sanremo 1973, al Festival di Sanremo 1974 e al Festival di Sanremo 1977, accompagnando diversi  cantanti.
Ha collaborato come arrangiatore e direttore d'orchestra con artisti quali Lucio Battisti, Equipe 84, Adriano Celentano, Mia Martini, Milva, Donatella Rettore, Milena Cantù, Mina.
Tra le sue canzoni più note: Comunque, scritta per Gino Santercole, Nevicate per Mia Martini, che ottenne a Palma de Mallorca il premio della Critica Europea, Come mio padre per Paula e La volpe per Ico Cerutti.

## Partecipazioni a festival
Festival di Sanremo
- Festival di Sanremo 1969
- Festival di Sanremo 1970
- Festival di Sanremo 1971
- Festival di Sanremo 1972
- Festival di Sanremo 1973
- Festival di Sanremo 1974
- Festival di Sanremo 1977

Eurovision Song Contest
- Eurovision Song Contest 1975

## Discografia con i Ribelli

### Album
- 1968 – I Ribelli (Dischi Ricordi, SMRP 9052)

### Singoli
- 1961 – Red River Valley/Ciu Ciu - (Celson, QB 8030)
- 1961 – Enrico VIII/200 all'ora - (Celson, QB 8031)
- 1962 – La cavalcata/Serenata a Vallechiara - (Clan Celentano, ACC 24002)
- 1963 – Alle nove al bar/Danny boy - Clan Celentano/I Ribelli, R 6000; Il lato B è accreditato a Natale Befanino e i Ribelli)
- 1964 – Alle nove al bar/La cavalcata - (Clan Celentano/I Ribelli, R 6001; stesse versioni dei dischi precedenti)
- 1964 – Chi sarà la ragazza del Clan?/Quella donna - (Clan Celentano/I Ribelli, R 6002)
- 1966 – A la buena de dios/Ribelli - (Clan Celentano, ACC 24034)
- 1966 – Per una lira/Ehi...voi! - (Clan Celentano, ACC 24039)
- 1966 – Come Adriano/Enchinza bubu - (Clan Celentano, ACC 24041)
- 1967 – Pugni chiusi/La follia - (Dischi Ricordi, SRL 10451)
- 1967 – Chi mi aiuterà/Un giorno se ne va - (Dischi Ricordi, SRL 10470)
- 1968 – Nel sole, nel vento, nel sorriso e nel pianto/Come sempre - (Dischi Ricordi, SRL 10506)
- 1968 – Yummy Yummy Yummy/Un posto al sole - (Dischi Ricordi, SRL 10514)
- 1969 – Obladì Obladà/Lei m'ama - (Dischi Ricordi, SRL 10522)
- 1969 – Goodbye/Josephine - (Dischi Ricordi, SRL 10549)
- 1970 – Oh! Darling/Il vento non sa leggere - (Dischi Ricordi, SRL 10579)
- 1977 – Illusione/Calore - (Dischi Ricordi, SRL 10843)

## Discografia da solista

### Album
- 1971 – Politica (Pegaso, PG 1)
- 1972 – Amore giovane (Pegaso, PG 4)